# Estadio José Zorrilla
El Estadio Municipal José Zorrilla es un recinto deportivo de titularidad municipal, situado en la ciudad de Valladolid, España. Alberga los partidos como local del primer equipo del Real Valladolid y fue inaugurado el 20 de febrero de 1982. Cuenta con un aforo máximo de 27 618 espectadores. Ha sido sede de tres encuentros del Mundial 82, de la final de Copa del Rey de 1982, de la final de la Eurocopa Sub-21 de 1986 y de tres partidos de la selección española. En rugby, ha albergado las finales de la Copa de SM el Rey de rugby disputadas en 2016 y 2017, con todas sus localidades vendidas.

## Historia
El Nuevo José Zorrilla es sucesor del Antiguo Estadio José Zorrilla, situado en el centro de la capital del Pisuerga, con una capacidad para albergar a poco más de 15 000 espectadores, siendo la sede del Real Valladolid desde 1942 hasta 1982.
El estadio se construyó en terrenos del Pago de “La Barquilla”, propiedad de la Diputación Provincial de Valladolid, quien los cedió al Ayuntamiento de Valladolid, que afrontó el presupuesto de las obras con subvenciones oficiales del Consejo Superior de Deportes y de la RFEF. 
Se edificó en la margen derecha del Pisuerga junto a la avenida del Monasterio del Prado, en la zona oeste de la capital, para potenciar esa área de la ciudad, junto al Barrio de Parquesol y un centro comercial. Ocupa en total una extensión de 25 hectáreas, de las que 5 son parte del recinto deportivo y el resto para accesos y aparcamientos. 
El estadio dispone de muy buena visibilidad del terreno de juego desde prácticamente todas las localidades, ya que fue construido para este fin.
Conocido como «el estadio de la pulmonía», se debe a que en la final de la Copa del Rey, el 13 de abril del 82, jugaban el Real Madrid C. F. y el Sporting de Gijón fue un día de muchísimo frío, con lo que la prensa acabó llamando al estadio con ese nombre. Además, se caracteriza por tener uno de los fondos (Fondo Sur) a menor altura que el resto, como también lo estuvo el Fondo Norte hasta 1986, año en que se cerró completamente con su construcción. Aun así es un estadio en el que el frío suele estar asegurado.
Dispone de techo pero en caso de lluvia gran parte de las butacas no se encuentran protegidas sobre todo en la parte inferior.

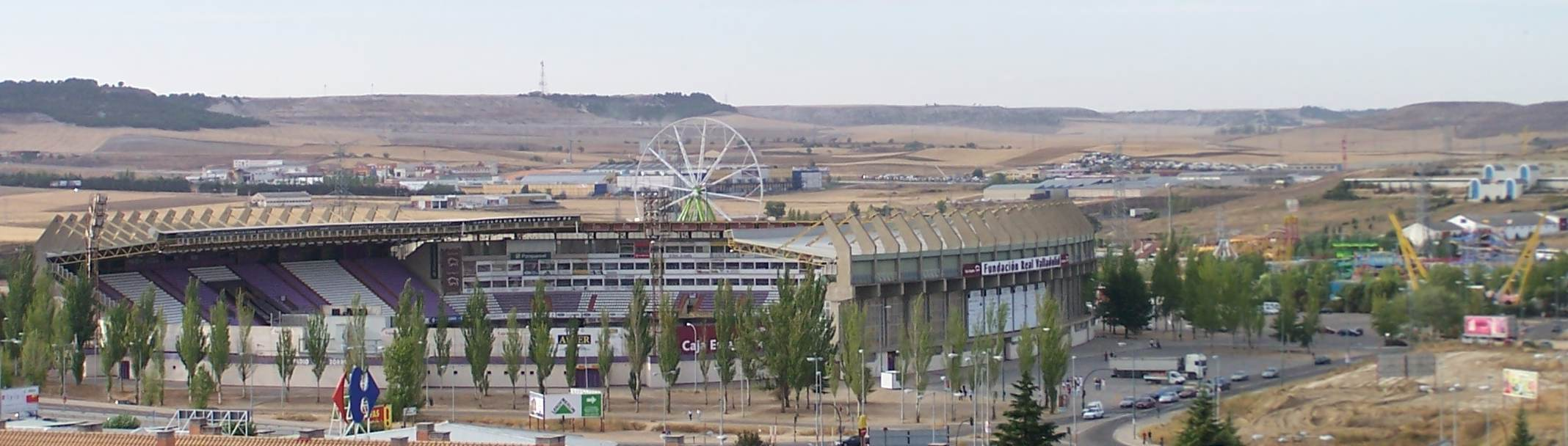
Vista del estadio desde el barrio Parquesol durante las fiestas de Valladolid.

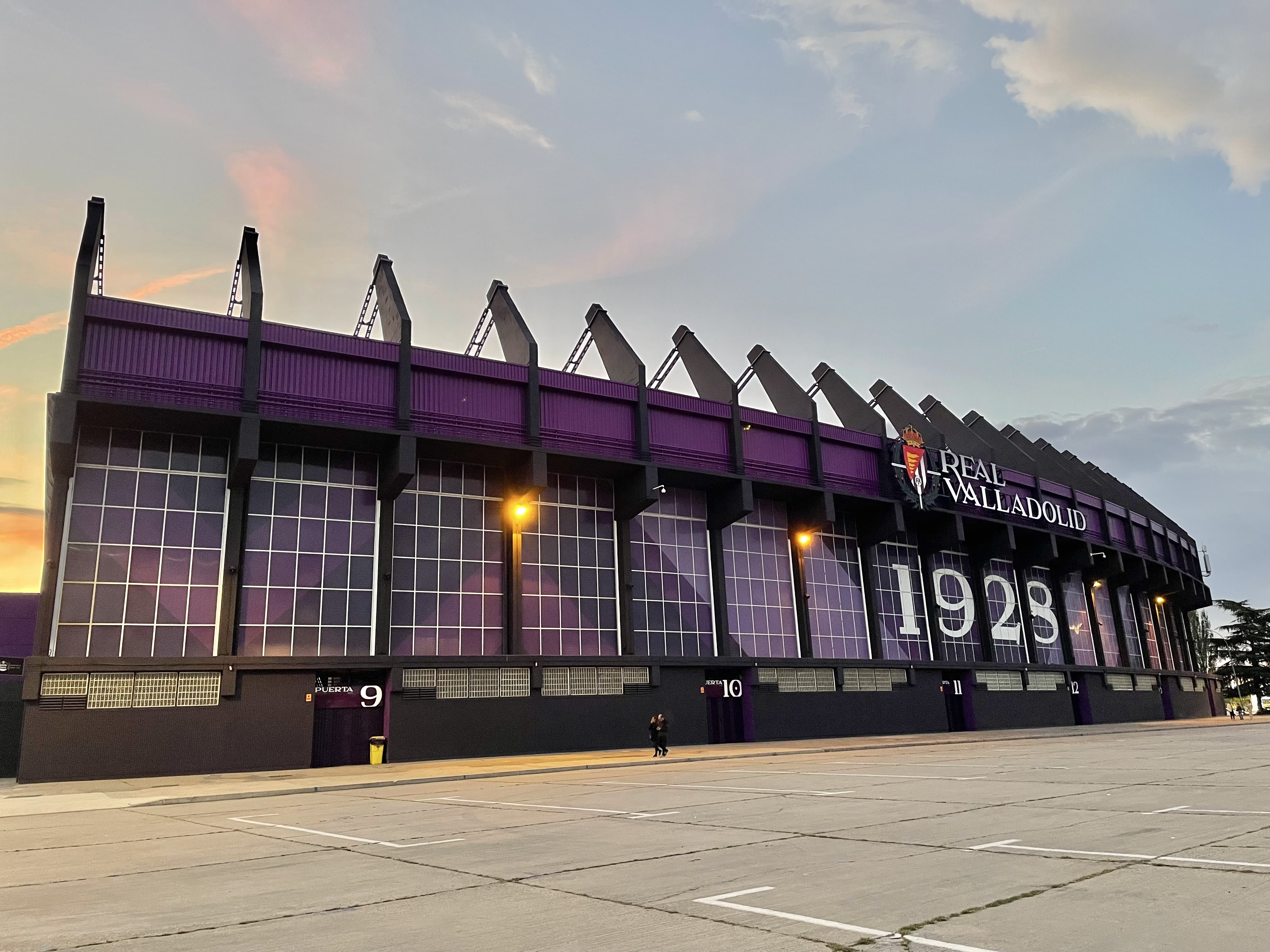
Fachada del estadio desde la Avenida del Mundial 82 tras ser pintada en el verano de 2024.

### Inauguración
El sábado 20 de febrero de 1982, el Real Valladolid recibió al Athletic Club (1-0) en el nuevo estadio, dos semanas después de que se disputara el último encuentro en el viejo José Zorrilla. El partido fue televisado en directo por TVE y Jorge Enrique Alonso fue quien marcó el primer gol en la historia del nuevo estadio en el minuto 84, encajado por Zubizarreta.

## Instalaciones

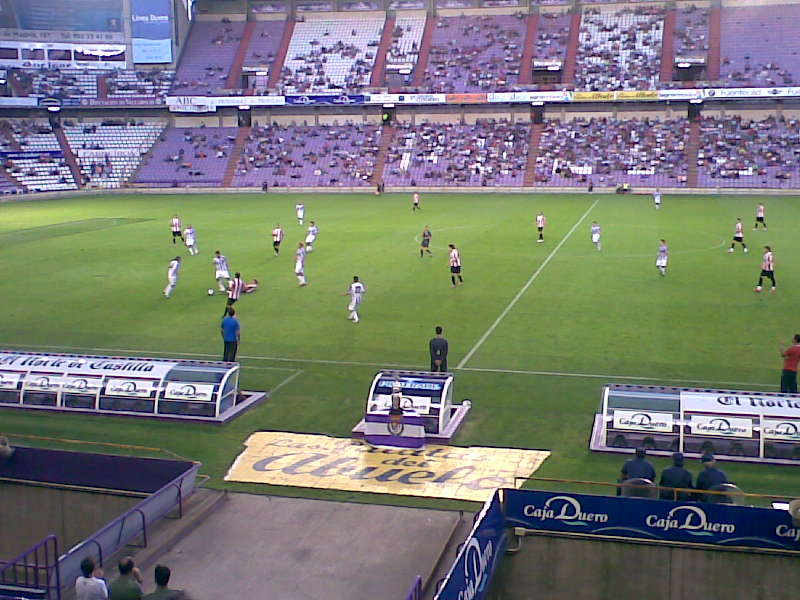
Imagen de los banquillos y el foso durante el XXXVI Trofeo Ciudad de Valladolid que enfrentó al Real Valladolid y al Athletic Club en 2008

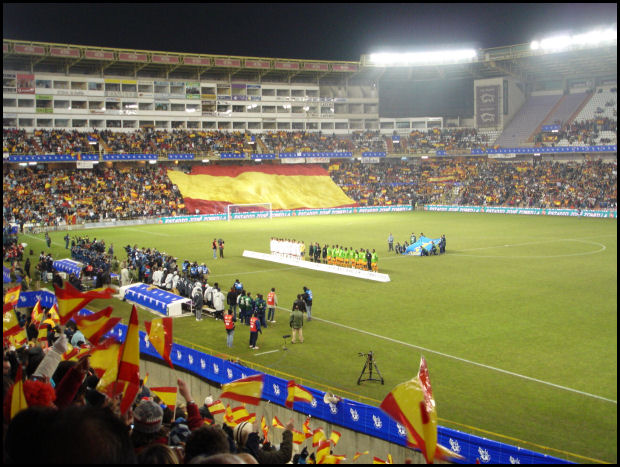
La selección española en el Nuevo José Zorrilla, durante el partido España - Costa de Marfil jugado en 2006

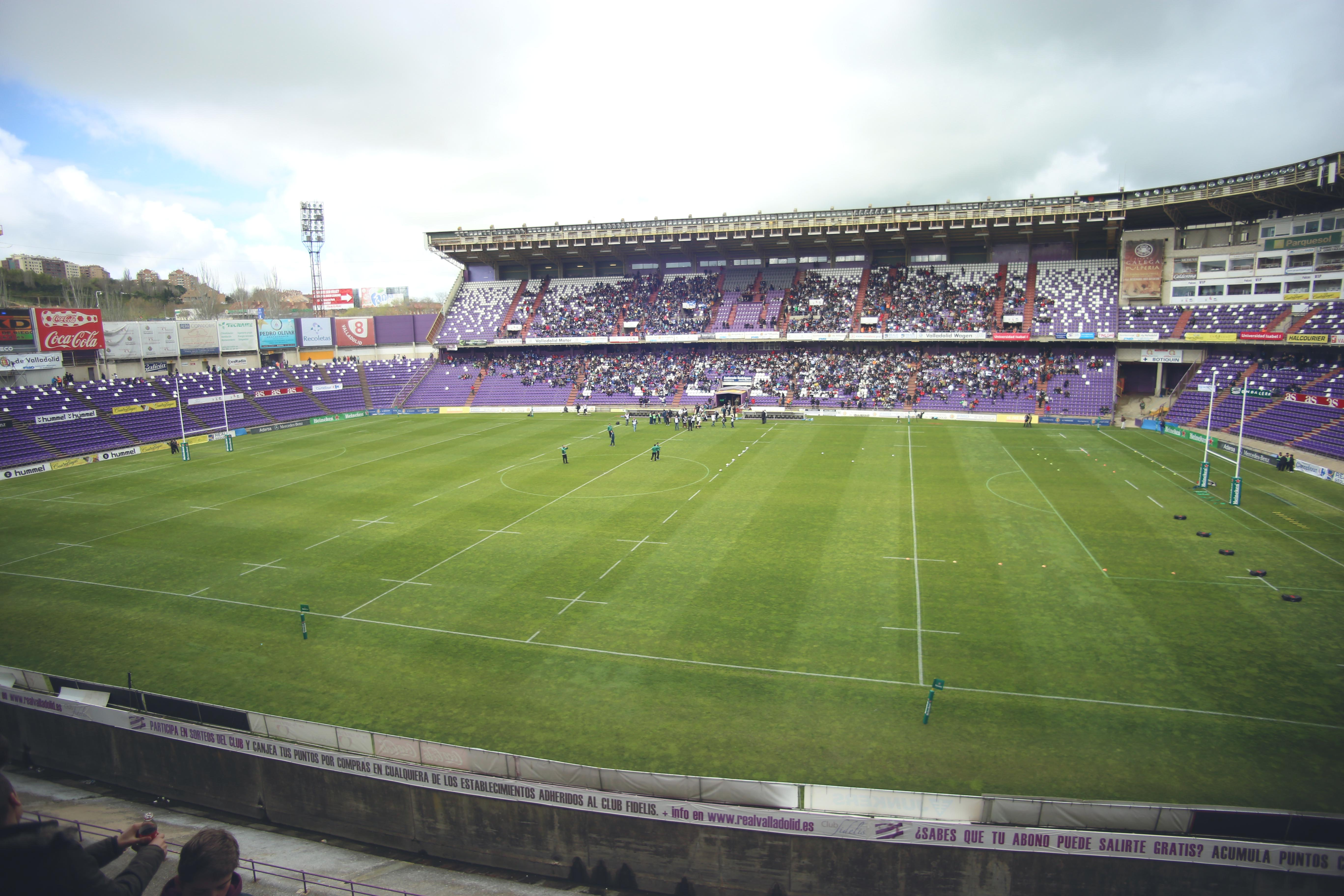
El estadio con el césped cambiado para la final de Copa del Rey de rugby de 2016

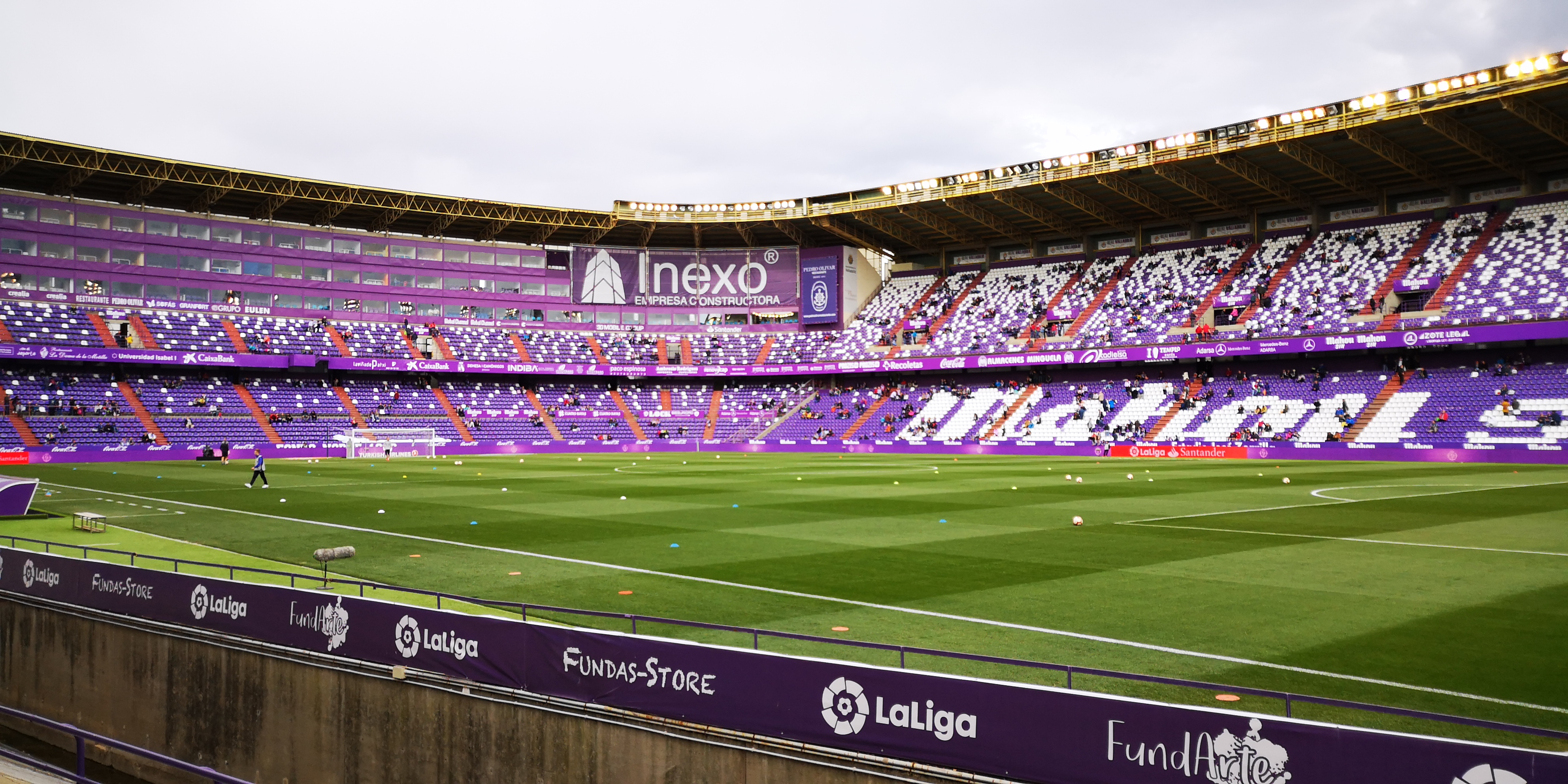
Estadio José Zorrilla desde grada oeste antes del inicio del encuentro contra la Real Sociedad, el 31 de marzo de 2019 en la jornada 29 de liga

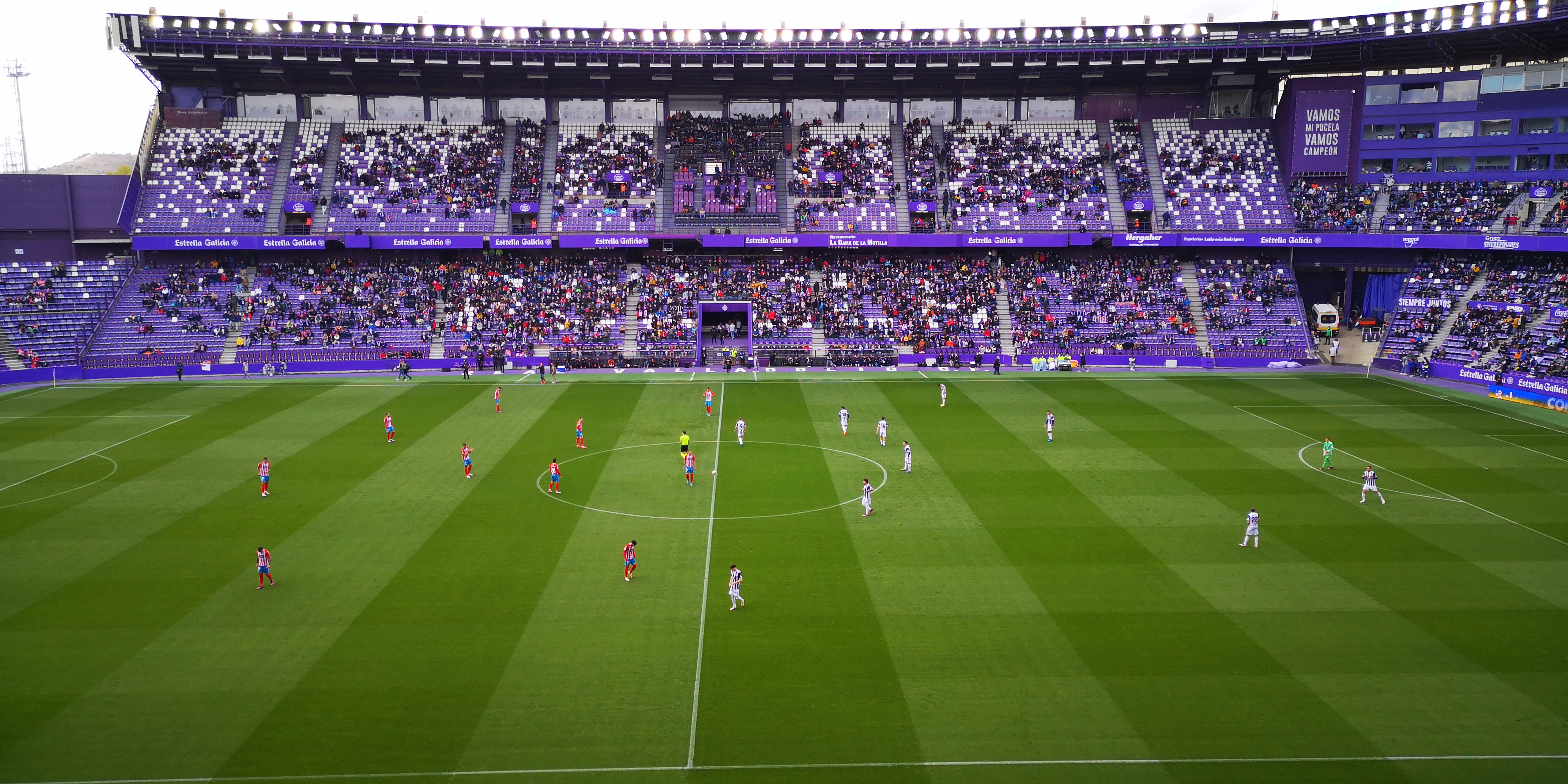
Real Valladolid - CD Lugo jugado el 02-05-2022.

En su concepción el Nuevo Estadio José Zorrilla contaba con 30 000 localidades, aforo que aumentó a 33 000 espectadores con la construcción de la actual Tribuna Norte, que se levantaría en 1986. Sin embargo, en 1995, siendo así el primer estadio español en adecuarse a la Nueva Normativa FIFA para espectáculos y eventos deportivos, su capacidad fue reducida a 26 512 localidades (todos sentados).
Asimismo posee 120 palcos privados, pensados especialmente para las empresas. En 2009, una nueva reforma en el palco provocó la pérdida de 270 plazas. El nuevo aforo quedó establecido en 26 252 localidades.
En 2019 se eliminó el foso, bajando el césped, haciendo que se aumente la capacidad del estadio en 1 366 espectadores, por lo que la capacidad actual es de 27 618 espectadores. Los banquillos están integrados en la grada como es habitual en los campos ingleses. 
En el 2024 se anunció que durante el verano se pintaría el exterior del estadio para mejorarlo estéticamente.

### Gradas
Los asientos o butacas del estadio son violetas y blancas, como los colores del Real Valladolid. En el Partido Real Valladolid–Real Sociedad del 29 de octubre de 2012, la grada este estrenó nuevas butacas debido a la Antigüedad de las anteriores. Con este cambio desapareció la palabra "Pucela" de la grada pasando a poner, con fondo violeta y letras blancas, "Mahou sin" que fue la marca que patrocinó el cambio y pagó los asientos. Durante el verano de 2013 se cambiaron todos los asientos que quedaban por cambiar y el 17 de agosto de 2013 en la primera jornada de liga fue cuando se estrenaron. Posteriormente en las gradas se podía observar las palabras "Pucela" en la Grada Oeste y "Mahou sin" en la grada Este, en el resto de las zonas se observa un degradado blanco y violeta.
En enero de 2020, desaparece en la grada oeste "Mahou sin" al cambiar el patrocinador por otra marca de cerveza sin y vuelve a aparecer la palabra "Pucela" en la grada Este.

#### Zona Oeste
La Zona "Oeste", hasta la temporada 2011/2012 denominada Zona "A", es la situada en el Oeste del estadio. En horarios de partidos (que sean por la tarde), es la zona que recibe sombra. Si tomamos como referencia la ciudad, es la zona del estadio más alejada de ella. La zona de la tribuna es la única que dispone de calefacción.
- Palco presidencial
- Palco Superior
- Zona Vip
- Experiencia Banquillo
- Tribuna Especial
- Tribuna "Oeste"
- Grada "Oeste"
- Grada Foso "Oeste"
- Preferencia "Oeste" Especial
- Cabinas de Prensa

Las puertas de entrada a estas zonas son: 1, 2, 3, 4, 5 y 6.
El acceso de personas con movilidad reducida se sitúa en la puerta 2.
La oficina del Real Valladolid y la sede de la Federación de Peñas se sitúan junto a la puerta 4.

#### Zona Este
La Zona "Este", hasta la temporada 2011/2012 denominada Zona "B", es la situada en el lado Este del estadio, como bien indica su actual denominación. En horario de partido es la zona de sol (si el partido es por la tarde). Si tomamos como referencia la ciudad, es la zona del estadio más cercana a ella.
- Tribuna "Este"
- Grada "Este"
- Grada Foso "Este"
- Preferencia "B" Especial

Las puertas de entrada a estas zonas son: 9, 10, 11, 12, 13 y 14.

#### Zona Norte
Como su nombre indica, es la Zona Norte del estadio. En 1986 se equiparó esta zona a la misma altura que las zonas "A" y "B".
- Palcos Privados
- Tribuna Norte
- Grada Norte
- Grada Norte Especial
- Grada Foso "Norte"

Las puertas de entrada a estas zonas son: 15 y 16

#### Zona Sur
Es la parte Sur del estadio. La única grada que tiene una altura diferente al resto, de aproximadamente 15 metros inferior. 
- Grada "Sur"
- Grada Foso "Sur"
- Zona Visitante

Las puertas de entrada a estas zonas son: 7 y 8

## Otras Instalaciones
- En la temporada 88/89, el Real Valladolid dio un paso adelante en su política de cantera al inaugurar los Anexos al Estadio José Zorrilla. Se trata de una Ciudad Deportiva, ubicada a 20 metros del Estadio José Zorrilla, que alberga un campo de hierba natural que sirve como lugar de entrenamiento del primer equipo del Real Valladolid, así como 2 campos de césped artificial desde el año 2001 (anteriormente eran de tierra) para el resto de categorías inferiores.

## Aparcamientos

### Vehículo
El Estadio José Zorrilla dispone de más de 2500 plazas de aparcamiento divididas en diversas zonas:
- Para automóviles: Aparcamiento Norte (frente a la Grada Norte): Acceso variante de la carretera de León y ronda Oeste -salida Zaratán-: 1512 plazas.
- Además, a 200 metros del Estadio se encuentra el amplio aparcamiento del Centro Comercial Carrefour, con triple acceso desde el barrio de Parquesol, la Avenida Real Valladolid (Vía 1) y desde la salida 127 (Parquesol/Estadio) de la autovía de Castilla (Vía 3). También se puede acceder desde la Avenida del Mundial 82.
- También, a unos 100 metros del estadio, el Ayuntamiento de Valladolid acondicionó una zona de tierra para poder aparcar allí los vehículos.
- Por último, enfrente del estadio está el aparcamiento del Centro Cultural Miguel Delibes que cuenta con más de 500 plazas, con acceso desde la Avenida Real Valladolid (Vía 1) y la Avenida del Mundial 82.

### Autocares y Autobuses Urbanos
- Para autocares y autobuses urbanos: Aparcamiento Este (Acceso Avenida Real Valladolid y ronda Oeste -salida Parquesol/Estadio): 180 plazas (de automóvil).

## Aforo
| Fecha                 | Capacidad | Remodelación                                                                              | Especificaciones                              |
| --------------------- | --------- | ----------------------------------------------------------------------------------------- | --------------------------------------------- |
| 20 de febrero de 1982 | 30 000    | Inauguración del estadio                                                                  | Único estadio construido para el Mundial 1982 |
| 1986                  | 33 000    | Se amplía la zona norte para que queden igualadas a las zonas oeste y este                |                                               |
| 1995                  | 26 512    | Primer estadio español en acondicionar los graderíos de pie a asientos por normativa UEFA | Un espectador - Un asiento                    |
| 2009                  | 26 252    | La reforma en el palco provoca la pérdida de 270 asientos                                 |                                               |
| 2019                  | 27 618    | Se elimina el foso y se baja el césped                                                    |                                               |

## Estadísticas
Estadísticas en Primera división en el Estadio José Zorrilla
| Estadio             | Primer partido | Último partido | PJ  | PUNTOS | PG  | PE  | PP  | GF  | GC  | DG   |
| ------------------- | -------------- | -------------- | --- | ------ | --- | --- | --- | --- | --- | ---- |
| Nuevo José Zorrilla | 20-2-1982      | 4-6-2023       | 574 | 793    | 237 | 188 | 149 | 702 | 580 | +122 |

 Actualizado hasta la temporada 2022-23 (incluida).
Estadísticas en Copa del Rey en el Estadio José Zorrilla
| Estadio               | Primer partido | Último partido | PJ | PUNTOS | PG | PE | PP | GF  | GC | DG  |
| --------------------- | -------------- | -------------- | -- | ------ | -- | -- | -- | --- | -- | --- |
| Estadio José Zorrilla | 29-9-1982      | 5-1-2022       | 80 | 131    | 45 | 23 | 12 | 148 | 78 | +70 |

 Actualizado hasta la temporada 2022-23 (incluida) 

A partir de la temporada 1995-96 las victorias valen 3 puntos.

|
Estadísticas en competiciones europeas en el Estadio José Zorrilla
| Competición      | Primer partido          | Último partido          | PJ | PUNTOS | PG | PE | PP | GF | GC | DG |
| ---------------- | ----------------------- | ----------------------- | -- | ------ | -- | -- | -- | -- | -- | -- |
| Recopa de Europa | 12-9-1989               | 7-3-1990                | 3  | 5      | 2  | 1  | 0  | 7  | 0  | +7 |
| Copa de la UEFA  | 19-9-1984               | 4-11-1997               | 3  | 4      | 2  | 0  | 1  | 4  | 2  | +2 |
| Total            | Copa de la UEFA 1984-85 | Copa de la UEFA 1997-98 | 6  | 9      | 4  | 1  | 1  | 11 | 2  | +9 |

 Actualizado hasta la temporada 1997-98

## Partidos internacionales

### Copa del Mundo 1982
Durante la Copa Mundial de Fútbol de 1982 el «Nuevo Estadio José Zorrilla» fue junto con San Mamés, sede de los partidos de la fase de grupos correspondientes al "Grupo D" que formaban las selecciones de Inglaterra, Francia, Kuwait y Checoslovaquia. Los partidos que albergó el Nuevo José Zorrilla fueron los siguientes:
| 17 de junio de 1982, 17:15 | Checoslovaquia   | 1-1 (1-0) | Kuwait         | Nuevo José Zorrilla, Valladolid                                     |                                                                     |
|                            | Panenka 21' (p.) |           | Al-Dakheel 57' | Asistencia: 25.000 espectadores Árbitro(s): Benjamin Dwomoh (Ghana) | Asistencia: 25.000 espectadores Árbitro(s): Benjamin Dwomoh (Ghana) |

| 21 de junio de 1982, 17:15 | Francia                                     | 4-1 (2-0) | Kuwait          | Nuevo José Zorrilla, Valladolid                                               |                                                                               |
|                            | Genghini 31' Platini 43' Six 48' Bossis 89' |           | Al-Buloushi 75' | Asistencia: 30.043 espectadores Árbitro(s): Miroslav Stupar (Unión Soviética) | Asistencia: 30.043 espectadores Árbitro(s): Miroslav Stupar (Unión Soviética) |

| 24 de junio de 1982, 17:15 | Francia | 1-1 (0-0) | Checoslovaquia   | Nuevo José Zorrilla, Valladolid                                    |                                                                    |
|                            | Six 66' |           | Panenka 84' (p.) | Asistencia: 28.000 espectadores Árbitro(s): Paolo Casarin (Italia) | Asistencia: 28.000 espectadores Árbitro(s): Paolo Casarin (Italia) |

### Selección española absoluta
La selección española ha disputado cuatro encuentros en Valladolid, dos amistosos y dos de competición oficial.
| 11 de marzo de 1992 | España                      | 2-0 (1-0) | Estados Unidos | Nuevo José Zorrilla, Valladolid                                         |                                                                         |
|                     | Beguiristain 38' Hierro 75' | Reporte   |                | Asistencia: 30.000 espectadores Árbitro(s): José Rosa Santos (Portugal) | Asistencia: 30.000 espectadores Árbitro(s): José Rosa Santos (Portugal) |
| Partido amistoso    |                             |           |                |                                                                         |                                                                         |

| 8 de junio de 1997                                                   | España         | 1-0 (1-0) | República Checa | Nuevo José Zorrilla, Valladolid                                   |                                                                   |
|                                                                      | Hierro (p.) 41 |           |                 | Asistencia: 24.544 espectadores Árbitro(s): Hugh Dallas (Escocia) | Asistencia: 24.544 espectadores Árbitro(s): Hugh Dallas (Escocia) |
| Partido correspondiente a la clasificación del Mundial Francia 1998. |                |           |                 |                                                                   |                                                                   |

| 1 de marzo de 2006, 22:00 | España                          | 3-2 (1-1) | Costa de Marfil     | Nuevo José Zorrilla, Valladolid                                         |                                                                         |
|                           | Villa 22' Reyes 72' Juanito 84' |           | Keita 12' Kalou 46' | Asistencia: 22.249 espectadores Árbitro(s): Pasquale Rodomonti (Italia) | Asistencia: 22.249 espectadores Árbitro(s): Pasquale Rodomonti (Italia) |
| Partido amistoso          |                                 |           |                     |                                                                         |                                                                         |

| 19 de noviembre de 2023, 20:45                                           | España                                                     | 3-1 (1-1) | Georgia           | José Zorrilla, Valladolid                                            |                                                                      |
|                                                                          | Le Normand 4' · Ferran Torres 55' · Lochoshvili 72' (a.g.) | Reporte   | Kvaratskhelia 10' | Asistencia: 24.146 espectadores Árbitro(s): Ovidiu Hațegan (Rumanía) | Asistencia: 24.146 espectadores Árbitro(s): Ovidiu Hațegan (Rumanía) |
| Partido correspondiente a la clasificación de la Eurocopa Alemania 2024. |                                                            |           |                   |                                                                      |                                                                      |

### Selección española sub-21
Partido de vuelta de la final Eurocopa Sub-21 1986. En la ida el partido disputado en Roma en el Estadio Flaminio el resultado fue de 2-1 para el equipo italiano. En los penaltis España ganó 3-0 consiguiendo su primera Eurocopa Sub-21. Ablanedo detuvo el primer y el tercer penalti a Giannini y a Baroni. El segundo penalti italiano lo tiró fuera Desideri. Por parte española se convirtieron los tres penaltis lanzados.
| 29 de octubre de 1986      | España                                | 2-1 (pen. 3-0) (1-1) (t. s.)(3-0 p.) | Italia                                                          | Nuevo José Zorrilla, Valladolid                            |                                                            |
|                            | Eloy 36' Roberto 76'                  |                                      | Francini 38'                                                    | Asistencia: 33 000 espectadores Árbitro(s): Ronald Bridges | Asistencia: 33 000 espectadores Árbitro(s): Ronald Bridges |
|                            |                                       | Tiros desde el punto penal           |                                                                 |                                                            |                                                            |
|                            | 1-0 Roberto · 2-0 Eusebio · 3-0 Ramón |                                      | 0-0 Giuseppe Giannini · 1-0 Stefano Desideri · 2-0 Marco Baroni |                                                            |                                                            |
| Final Eurocopa Sub-21 1986 |                                       |                                      |                                                                 |                                                            |                                                            |

| 1          | POR        | Ablanedo II           |     |
| 2          | DEF        | Jesús Solana          |     |
| 3          | DEF        | Quique Sánchez Flores |     |
| 4          | DEF        | Manolo Sanchís        |     |
| 5          | DEF        | Genar Andrinua        |     |
| 6          | MED        | Eusebio Sacristán     |     |
| 7          | DEL        | Eloy Olaya            |     |
| 8          | MED        | José Ramón Gallego    | 90' |
| 9          | MED        | Gabino Rodríguez      | 60' |
| 10         | MED        | Roberto Fernández     |     |
| 11         | MED        | Paco Llorente         |     |
| Entrenador | Entrenador | Luis Suárez           |     |

| 1          | POR        | Walter Zenga        |      |
| 2          | DEF        | Riccardo Ferri      |      |
| 3          | DEF        | Marco Baroni        |      |
| 4          | MED        | Fernando De Napoli  |      |
| 5          | DEF        | Giovanni Francini   | 105' |
| 6          | DEF        | Roberto Cravero     |      |
| 7          | MED        | Roberto Donadoni    | 90'  |
| 8          | MED        | Giuseppe Giannini   |      |
| 9          | DEL        | Gianluca Vialli     |      |
| 10         | MED        | Gianfranco Matteoli |      |
| 11         | DEL        | Roberto Mancini     |      |
| Entrenador | Entrenador | Azeglio Vicini      |      |

| 12 | DEF | Luis García           |     |
| 13 | POR | Elduayen              |     |
| 14 | DEF | Juan Carlos Rodríguez | 90' |
| 15 | DEF | Bustingorri           |     |
| 16 | DEL | Ramón Vázquez         | 60' |

| 12 | POR | Fabrizio Lorieri |      |
| 13 | DEF | Paolo Maldini    |      |
| 14 | DEL | Stefano Carobi   | 105' |
| 15 | MED | Stefano Desideri | 90'  |
| 16 | DEF | Antonio Comi     |      |

|  | 36' | Eloy Olaya        | 1-0 |
|  | 76' | Roberto Fernández | 2-1 |

|  | 38' | Giovanni Francini | 1-1 |

|                   |                  | 0:0 | Fallo de penal (atajado) | Giuseppe Giannini |
| Roberto Fernández | Acierto de penal | 1:0 |                          |                   |
|                   |                  | 1:0 | Fallo de penal (fuera)   | Stefano Desideri  |
| Eusebio Sacristán | Acierto de penal | 2:0 |                          |                   |
|                   |                  | 2:0 | Fallo de penal (atajado) | Marco Baroni      |
| Ramón Vázquez     | Acierto de penal | 3:0 |                          |                   |

|  |  |  |
|  |  |  |

|  |  |  |

|  |  |  |

| Árbitro:             | Ronald Bridges |
| Árbitros asistentes: |                |
|                      |                |
| Cuarto árbitro:      |                |
| Reporte              |                |

| 1          | POR        | Ablanedo II           |     |
| 2          | DEF        | Jesús Solana          |     |
| 3          | DEF        | Quique Sánchez Flores |     |
| 4          | DEF        | Manolo Sanchís        |     |
| 5          | DEF        | Genar Andrinua        |     |
| 6          | MED        | Eusebio Sacristán     |     |
| 7          | DEL        | Eloy Olaya            |     |
| 8          | MED        | José Ramón Gallego    | 90' |
| 9          | MED        | Gabino Rodríguez      | 60' |
| 10         | MED        | Roberto Fernández     |     |
| 11         | MED        | Paco Llorente         |     |
| Entrenador | Entrenador | Luis Suárez           |     |

| 1          | POR        | Walter Zenga        |      |
| 2          | DEF        | Riccardo Ferri      |      |
| 3          | DEF        | Marco Baroni        |      |
| 4          | MED        | Fernando De Napoli  |      |
| 5          | DEF        | Giovanni Francini   | 105' |
| 6          | DEF        | Roberto Cravero     |      |
| 7          | MED        | Roberto Donadoni    | 90'  |
| 8          | MED        | Giuseppe Giannini   |      |
| 9          | DEL        | Gianluca Vialli     |      |
| 10         | MED        | Gianfranco Matteoli |      |
| 11         | DEL        | Roberto Mancini     |      |
| Entrenador | Entrenador | Azeglio Vicini      |      |

| 12 | DEF | Luis García           |     |
| 13 | POR | Elduayen              |     |
| 14 | DEF | Juan Carlos Rodríguez | 90' |
| 15 | DEF | Bustingorri           |     |
| 16 | DEL | Ramón Vázquez         | 60' |

| 12 | POR | Fabrizio Lorieri |      |
| 13 | DEF | Paolo Maldini    |      |
| 14 | DEL | Stefano Carobi   | 105' |
| 15 | MED | Stefano Desideri | 90'  |
| 16 | DEF | Antonio Comi     |      |

|  | 36' | Eloy Olaya        | 1-0 |
|  | 76' | Roberto Fernández | 2-1 |

|  | 38' | Giovanni Francini | 1-1 |

|                   |                  | 0:0 | Fallo de penal (atajado) | Giuseppe Giannini |
| Roberto Fernández | Acierto de penal | 1:0 |                          |                   |
|                   |                  | 1:0 | Fallo de penal (fuera)   | Stefano Desideri  |
| Eusebio Sacristán | Acierto de penal | 2:0 |                          |                   |
|                   |                  | 2:0 | Fallo de penal (atajado) | Marco Baroni      |
| Ramón Vázquez     | Acierto de penal | 3:0 |                          |                   |

|  |  |  |
|  |  |  |

|  |  |  |

|  |  |  |

| Árbitro:             | Ronald Bridges |
| Árbitros asistentes: |                |
|                      |                |
| Cuarto árbitro:      |                |
| Reporte              |                |

|                                                          |
| Bandera de España                                        |
| Campeón Selección de fútbol sub-21 de España 1.er título |

## Finales fútbol
El estadio albergó la final de la Copa del Rey de 1982 entre Real Madrid C. F. y el Sporting de Gijón.
| 1          | POR        | Agustín Rodríguez          |     |
| 2          | DEF        | Isidoro San José           |     |
| 3          | DEF        | José Antonio Camacho       |     |
| 4          | DEF        | Uli Stielike               |     |
| 5          | DEF        | Andrés Sabido              | 46' |
| 6          | MED        | Vicente del Bosque         | 52' |
| 7          | DEL        | Andrés Alonso, "Ito"       |     |
| 8          | MED        | Juanito                    |     |
| 9          | DEL        | Santillana                 |     |
| 10         | MED        | Francisco García Hernández |     |
| 11         | DEL        | Laurie Cunningham          |     |
| Entrenador | Entrenador | Luis Molowny               |     |

| 1          | POR        | José Aurelio Rivero           |     |
| 2          | DEF        | José Antonio Redondo          |     |
| 3          | DEF        | Nicolás Pereda                |     |
| 4          | DEF        | Antonio Maceda                |     |
| 5          | DEF        | Manolo Jiménez                |     |
| 6          | MED        | Francisco Javier Álvarez Uría |     |
| 7          | MED        | Manolo Mesa                   |     |
| 8          | MED        | Joaquín Alonso                |     |
| 9          | DEL        | Abel Díez                     | 66' |
| 10         | MED        | Andrés Fernández              | 63' |
| 11         | DEL        | Enzo Ferrero                  |     |
| Entrenador | Entrenador | José Manuel Díaz Novoa        |     |

| 12 | DEF | Rafael García Cortés | 46' |
| 14 | MED | Ángel de los Santos  | 52' |

| 15 | DEL | José Luis Urrecho | 63' |
| 12 | DEL | Fernando Gomes    | 66' |

|  | 4'  | Manolo Jiménez (p.p.) | 1-0 |
|  | 57' | Ángel de los Santos   | 2-1 |

|  | 36' | Enzo Ferrero (p.) | 1-1 |

|  | 17' | Uli Stielike         |
|  | 27' | José Antonio Camacho |

|  | 34' | José Antonio Redondo |

| Árbitro:             | Victoriano Sánchez Arminio |
| Árbitros asistentes: |                            |
|                      |                            |
| Cuarto árbitro:      |                            |
| Reporte              |                            |

| 1          | POR        | Agustín Rodríguez          |     |
| 2          | DEF        | Isidoro San José           |     |
| 3          | DEF        | José Antonio Camacho       |     |
| 4          | DEF        | Uli Stielike               |     |
| 5          | DEF        | Andrés Sabido              | 46' |
| 6          | MED        | Vicente del Bosque         | 52' |
| 7          | DEL        | Andrés Alonso, "Ito"       |     |
| 8          | MED        | Juanito                    |     |
| 9          | DEL        | Santillana                 |     |
| 10         | MED        | Francisco García Hernández |     |
| 11         | DEL        | Laurie Cunningham          |     |
| Entrenador | Entrenador | Luis Molowny               |     |

| 1          | POR        | José Aurelio Rivero           |     |
| 2          | DEF        | José Antonio Redondo          |     |
| 3          | DEF        | Nicolás Pereda                |     |
| 4          | DEF        | Antonio Maceda                |     |
| 5          | DEF        | Manolo Jiménez                |     |
| 6          | MED        | Francisco Javier Álvarez Uría |     |
| 7          | MED        | Manolo Mesa                   |     |
| 8          | MED        | Joaquín Alonso                |     |
| 9          | DEL        | Abel Díez                     | 66' |
| 10         | MED        | Andrés Fernández              | 63' |
| 11         | DEL        | Enzo Ferrero                  |     |
| Entrenador | Entrenador | José Manuel Díaz Novoa        |     |

| 12 | DEF | Rafael García Cortés | 46' |
| 14 | MED | Ángel de los Santos  | 52' |

| 15 | DEL | José Luis Urrecho | 63' |
| 12 | DEL | Fernando Gomes    | 66' |

|  | 4'  | Manolo Jiménez (p.p.) | 1-0 |
|  | 57' | Ángel de los Santos   | 2-1 |

|  | 36' | Enzo Ferrero (p.) | 1-1 |

|  | 17' | Uli Stielike         |
|  | 27' | José Antonio Camacho |

|  | 34' | José Antonio Redondo |

| Árbitro:             | Victoriano Sánchez Arminio |
| Árbitros asistentes: |                            |
|                      |                            |
| Cuarto árbitro:      |                            |
| Reporte              |                            |

|                   |
| Campeón           |
| REAL MADRID C. F. |
| 15.º título       |

## Rugby
El estadio José Zorrila ha sido sede de tres finales de la Copa del Rey de Rugby:
- Final Copa del Rey de Rugby 2016: Se batió el récord de asistencia en un partido de rugby en España con 26 252 espectadores. A la Final asistió el rey Felipe VI.

| 17 de abril de 2016 | C.R. El Salvador                                   | 13-9 (3-6) | VRAC                                                  | Estadio José Zorrilla, Valladolid,                           |                                                              |
| 12:30               | GC: Katz 10' GC: Katz 56' Ensayo: Alberto Díaz 62' |            | GC: Griffiths 27' GC: Griffiths 29' GC: Griffiths 65' | Asistencia: 26 252 espectadores Árbitro(s): Jorge Molpeceres | Asistencia: 26 252 espectadores Árbitro(s): Jorge Molpeceres |

- Final Copa del Rey de Rugby 2017

| 30 de abril de 2017 | C.R. El Salvador          | 6-16 (3-0) | UE Santboiana                                                          | Estadio José Zorrilla, Valladolid,                         |                                                            |
| 12:30               | GC: Mata 40' GC: Mata 65' |            | GC: deBaker 48' GC: Millán 51' Ensayo: Francisquelo 56' GC: Millán 77' | Asistencia: 23 000 espectadores Árbitro(s): Alhambra Nieva | Asistencia: 23 000 espectadores Árbitro(s): Alhambra Nieva |

- Final Copa del Rey de Rugby 2025

| 24 de mayo de 2025 | C.R. El Salvador | 3-27 (0-16) | VRAC                                                                                         | Estadio José Zorrilla, Valladolid,                              |                                                                 |
| 16:00              | GC: Ortega 59'   |             | Ensayo: Perotti 16' GC: Taibo 25' GC: Taibo 33' GC: Taibo 37' GC: Taibo 51' Ensayo: Cian 64' | Asistencia: 20 560 espectadores Árbitro(s): Iñigo Atorrasagasti | Asistencia: 20 560 espectadores Árbitro(s): Iñigo Atorrasagasti |

El estadio José Zorrilla ha sido sede de un partido amistoso de la Selección de rugby de España:
| 16 de noviembre de 2024 | España                                                                                              | 19-33 (10-7) | Fiyi | Estadio José Zorrilla, Valladolid,                         |                                                            |
| 15:00                   | GC: Gonzalo López 10' Ensayo: 21' GC: Gonzalo López 42' GC: Gonzalo López 47' GC: Gonzalo López 51' |              | Ensayo: Loganimasi y transformación Muntz 11' Ensayo: Maqala 55' Ensayo: Matavesi y transformación Muntz 59' Ensayo: Loganimasi y transformación Muntz 64' Ensayo: Turagacoke y transformación Muntz 70' | Asistencia: 17 000 espectadores Árbitro(s): Morné Ferreira | Asistencia: 17 000 espectadores Árbitro(s): Morné Ferreira |

## Eventos albergados en el José Zorrilla
- Concierto de Michael Jackson - 6 de septiembre de 1997 (HIStory World Tour, su último concierto en Europa)
- I Festival Valladolid Latino - 20 de mayo de 2006
- Concierto de Julio Iglesias - 7 de septiembre de 2007
- III Festival Valladolid Latino - 24 de mayo de 2008
- IV Festival Valladolid Latino - 30 de mayo de 2009
- Concierto de Depeche Mode - 8 de julio de 2009
- Concierto de Bruce Springsteen - 1 de agosto de 2009
- V Festival Valladolid Latino - 29 de mayo de 2010
- Finales de la Copa de SM el Rey de rugby: 2016, 2017
- Concierto de Alejandro Sanz - 18 de junio de 2022[23]

### Eventos suspendidos en el José Zorrilla
- Concierto de la gira "A Bigger Bang Tour" de los Rolling Stones - 14 de agosto de 2006, aunque finalmente fue cancelado.[24]
- Estuvo programado el VI Festival Valladolid Latino - 28 de mayo de 2011 pero finalmente se desplazó de recinto a la Feria de Valladolid
- Concierto de Alejandro Sanz para el 20 de junio de 2020, que fue suspendido a consecuencia de la emergencia sanitaria derivada de la expansión del COVID-19.

## Proyecto "Valladolid Arena"
Este proyecto cuenta entre sus características:
- La construcción de un hotel de 3000 m² que supondría el cerramiento de la grada sur del José Zorrilla.
- Un centro comercial anexo al estadio con una superficie de 40 000 m².
- La edificación de un pabellón "arena", con capacidad para unos 12 000 espectadores que albergaría los partidos de competición del Club Baloncesto Valladolid así como del Balonmano Valladolid, además de constituirse en un centro para albergar acontecimientos como espectáculos o conciertos.
- Un aparcamiento subterráneo con una capacidad para acoger 8000 vehículos y 197 autocares, cifra bastante superior a los 60 que puede albergar en la actualidad el aparcamiento del estadio.
- Ampliación de los Anexos al Estadio José Zorrilla o Ciudad Deportiva del Real Valladolid, (que pertenece en exclusiva al club).
- Construcción de un campo rodeado de una pista de atletismo, que serviría como lugar de entrenamiento, si bien competición, para los equipos de rugby de Club de Rugby El Salvador y Valladolid Rugby Asociación Club.

## Accesos al Estadio

### Vehículo

#### 
Continúe por la autovía A-62. Deberá coger la salida 127 Parquesol-Estadio y ya estará en el estadio.
Viniendo por la autovía A-60 Una vez pasada la localidad de Zaratán (lo sabrá al haber pasado un gran centro comercial), debe tomar un desvío por la Ronda Oeste A-62, girando a la derecha y cogiendo dirección Tordesillas-Salamanca-Madrid. Por esa ruta en la salida 127 Parquesol-Estadio tómela y ya estará en el estadio.
En la A-11 llegando a Valladolid tomar la autovía  (Ronda Exterior de Valladolid) sentido Segovia-Salamanca, en esta autovía continuar hasta su fin y tomar dirección Burgos-Palencia A-62. Ya en la A-62 tome la salida 127 Parquesol-Estadio y ya estará en el Estadio José Zorrilla.
Por la VA-12 o N-601 tomar la salida 185 dirección Salamanca-Palencia-Burgos por . Estará así usted en la ronda exterior de Valladolid, continúe hasta el fin de esta ronda y gire a la derecha dirección Palencia-Burgos A-62 una vez en la A-62 recorra unos 2 km y tome la salida 127 Parquesol-Estadio y ya estará en el Estadio José Zorrilla.

### Autobús urbano
Proporcionados por AUVASA (autobuses urbanos de valladolid)

#### 8Línea 8
Arranca en el Barrio Belén, pasa por el centro y para en el Centro Cultural Miguel Delibes a unos 3 minutos del campo.

#### 9Línea 9
Arranca en Las Delicias, para pasar por Plaza Zorrilla, estaciones y Parquesol. La parada más cercana está en el barrio de Parquesol, concretamente en la calle Doctor Villacian, se encuentra a unos 10 minutos del campo. 

#### C1Línea C1
Línea que rodea la ciudad de Valladolid, pasando por barrios como Matadero, Polígono Argales, Delicias, Pajarillos, Rondilla, La Victoria, Girón, Huerta del Rey y Parquesol. El autobús efectúa parada en el Centro Cultural Miguel Delibes a unos 3 minutos del campo.

#### C2Línea C2
Realiza el mismo recorrido que el C1 solo que en sentido contrario. El autobús efectúa parada en el Centro Cultural Miguel Delibes a unos 3 minutos del campo.

#### Líneas especiales al Estadio
Estas son unas líneas especiales de autobús que parten de la parada de origen una hora antes del comienzo de un partido de fútbol, y se dirigen al estadio José Zorrilla con parada en las propias dársenas del estadio. Una vez acabado el partido, al poco tiempo los autobuses parten del estadio para regresar a las paradas de origen. Solo prestan servicio los días que el Real Valladolid juega en casa.
| Línea | Trayecto | Frecuencia                                                                           | KM Línea Ida+Vuelta |
| ----- | --- | ------------------------------------------------------------------------------------ | ------------------- |
| F1    | Covaresa - La Rubia - Arturo Eyries - Estadio José Zorrilla                                                                                | Solo días de fútbol, 1 hora antes del comienzo del partido y al finalizar el partido | 15,0                |
| F2    | La Cistérniga (Cº Yeseras junto al Polideportivo) - Delicias - Plaza Circular - Estaciones - Plaza Juan de Austria - Estadio José Zorrilla | Solo días de fútbol, 1 hora antes del comienzo del partido y al finalizar el partido | 17,7                |
| F3    | Las Flores - Pajarillos - Doctrinos - Estadio José Zorrilla                                                                                | Solo días de fútbol, 1 hora antes del comienzo del partido y al finalizar el partido | 19,5                |
| F4    | Los Santos Pilarica - Pilarica - Doctrinos - Estadio José Zorrilla                                                                         | Solo días de fútbol, 1 hora antes del comienzo del partido y al finalizar el partido | 12,6                |
| F5    | Belén (Universidad) - Angustias - Doctrinos - Estadio José Zorrilla                                                                        | Solo días de fútbol, 1 hora antes del comienzo del partido y al finalizar el partido | 10,7                |
| F6    | San Pedro Regalado - La Rondilla - La Victoria - Estadio José Zorrilla                                                                     | Solo días de fútbol, 1 hora antes del comienzo del partido y al finalizar el partido | 14,8                |

## Comunicaciones
| Servicio   | Servicio | Estación                              | Distancia al estadio |
| ---------- | -------- | ------------------------------------- | -------------------- |
| Autobús    | Autobús  | Estación de autobuses de Valladolid   | 3,5 km               |
| Tren       | Tren     | Estación de Valladolid-Campo Grande   | 3,8 km               |
| Aeropuerto | Avión    | Aeropuerto de Valladolid (Villanubla) | 11,8 km              |
| Taxi       | Taxi     | Calle Hernando de Acuña, 33           | 1,9 km               |

### A pie

#### Desde la estación de tren
Se encuentra a unos 30 minutos de distancia a pie. Nada más salir, se gira por la calle de la izquierda y se sigue la calle todo recto, ya que llega al estadio. Antes hay que pasar por debajo de un puente Arco de Ladrillo, pasar la estación de autobuses, seguir por la calle Puente Colgante, cruzar el Paseo de Zorrilla, el Puente Colgante sobre el río Pisuerga y la avenida de Salamanca para finalmente subir hacia el estadio por la Avenida del Real Valladolid. 

#### Desde la estación de autobuses
Se encuentra a unos 25 minutos de distancia a pie. Según se sale de la estación por la salida principal se gira a la derecha y a partir de aquí se sigue las mismas instrucciones que desde la estación de trenes.